# Adolfo Farsari
Adolfo Farsari (11 de febrero de 1841 – 7 de febrero de 1898) fue un fotógrafo italiano establecido en Yokohama, Japón. Después de una breve carrera militar, incluso prestando servicio también en la guerra civil estadounidense, se convirtió en un emprendedor de éxito y fotógrafo. Sus trabajos fotográficos fueron muy admirados, en particular los retratos y paisajes realizados a mano, los cuales vendía principalmente a residentes extranjeros o a viajeros que visitaban el país. Las imágenes de Farsari fueron distribuidas ampliamente, presentadas o mencionadas en libros y periódicos, y algunas veces imitado por artistas en otros medios de comunicación; dichas imágenes dieron forma a la percepción que los extranjeros tienen de la gente y algunos de lugares de Japón y en cierto grado de cómo los japoneses se ven a sí mismos y a su país. Su estudio fotográfico, el último y más conocido perteneciente a un propietario extranjero en Japón, fue uno de los mayores del país y una de las firmas fotográficas comerciales más prolíficas del mismo. Debido en gran parte a las exigentes normas técnicas de Farsari y su capacidad empresarial tuvieron una influencia significativa en el desarrollo de la fotografía en Japón.

## Primeros años
Adolfo Farsari nació en Vicenza, Reino de Lombardía-Venecia (por aquel entonces formaba parte del Imperio Austriaco, ahora en Italia). Empezó la carrera militar italiana en 1859 pero emigró a los Estados Unidos en 1863 y se convirtió en un ferviente abolicionista, Farsari sirvió en el Ejército de la Unión como soldado voluntario de la Caballería del Estado de Nueva York hasta el final de la guerra civil estadounidense. Se casó con una estadounidense pero el matrimonio no funcionó y en 1873 dejó a su mujer y a sus dos hijos y se marchó a Japón.
Establecido en Yokohama, Farsari se asoció con E.A. Sargent. La compañía, Sargent, Farsari & Co., comerciaba con los suministros de los fumadores papelería, tarjetas de visita, periódicos, revistas y novelas, libros de conversación japoneses e ingleses, diccionarios, guías, mapas y vistas fotográficas de Japón. 
Se desconoce el autor de estas fotografías, pero Farsari fue el autor de al menos algunos de los mapas, en particular de Miyanoshita (en la región de Hakone) y Yokohama. Cuando terminó su asociación con Sargent, la compañía, entonces A. Farsari & Co., publicó sucesivas ediciones de Keeling's Guide to Japan y el mismo Farsari escribió y editó Palabras y frases japonesas para el uso de extranjeros. La firma se encontraba entre las editoriales más prolíficas de material de ayuda para los viajeros y publicó su primera guía para Japón en julio de 1880.

## Trayectoria profesional y Estudio
Farsari amplió sus intereses a la fotografía comercial y fue un autodidacta en cuanto a fotografía se refiere en 1883. En 1885 se asoció con el fotógrafo Tamamura Kozaburō y adquirió el estudio fotográfico Stillfried & Andersen (También conocido como Japan Photographic Association), con sus quince empleados japoneses. El inventario del estudio incluía imágenes de Felice Beato que las había adquirido junto con el estudio de Beato en 1877. No está muy claro cuánto tiempo duró la asociación entre Tamamura y Farsari, ya que por aquellos años había cierta competencia entre ellos. Farsari amplió aún más sus negocios en 1885 cuando la Yokohama Photographic Company (que pertenecía a David Welsh) quebró y Farsari adquirió sus locales (junto a los suyos) y se mudó allí. Además del estudio en Yokohama, Farsari probablemente tenía agencias en Kōbe y Nagasaki. Hacia el final de 1886, Farsari y un fotógrafo chino Tong Cheong eran los únicos fotógrafos extranjeros en activo en Japón, y para el año siguiente, incluso Tong Cheong se había ido.

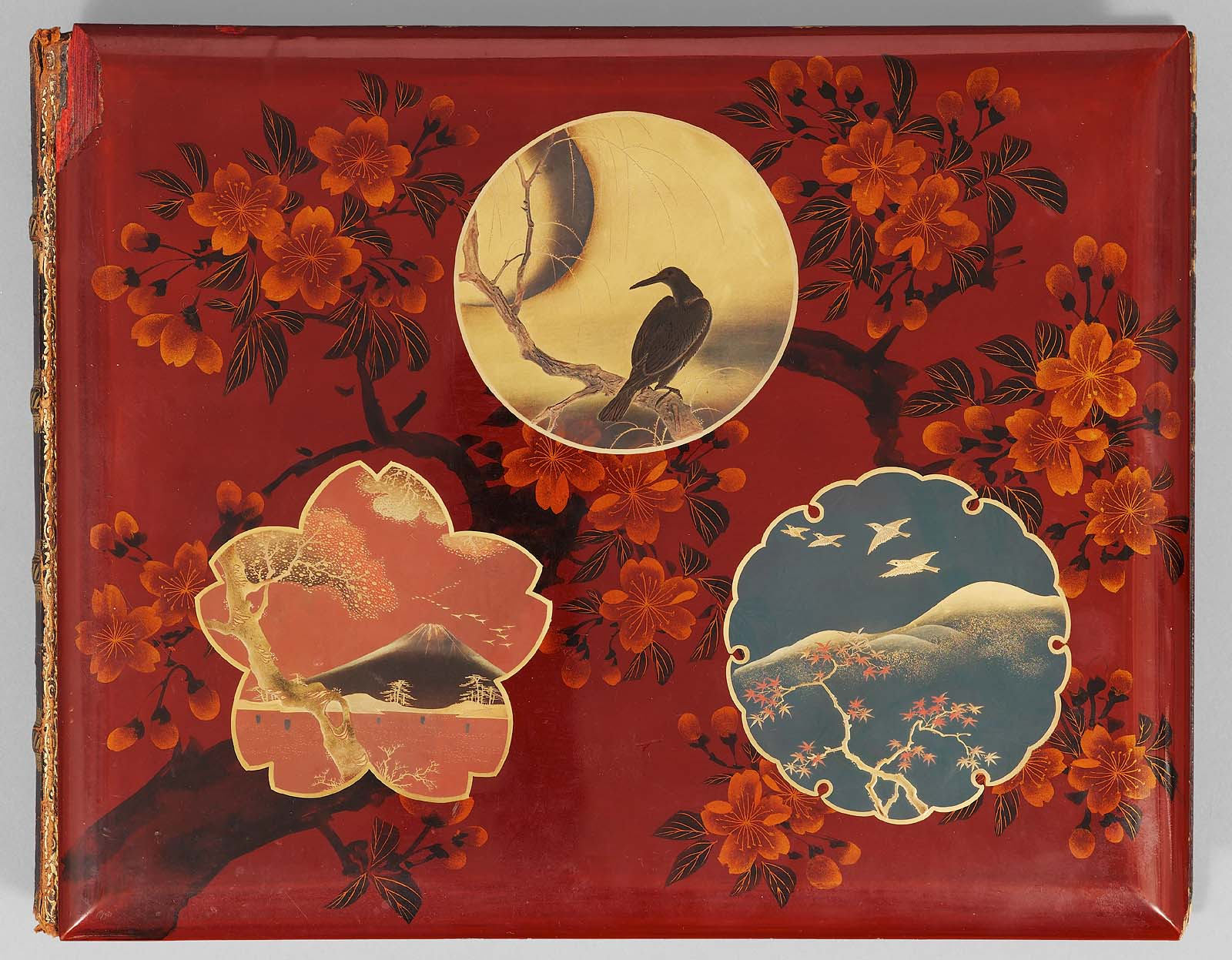
Cubierta lacada de un álbum, A. Farsari & Co., c. 1890.

En febrero de 1886 un incendio destruyó todos los [negativos] de Farsari, de modo que se fue por todo el Japón durante cinco meses tomando de nuevo las fotografías para reemplazarlas. Reabrió el estudio en 1887. A pesar de las pérdidas en el incendio, en 1889 el inventario de Farsari comprendía alrededor de 1000 paisajes japoneses y de retratos.

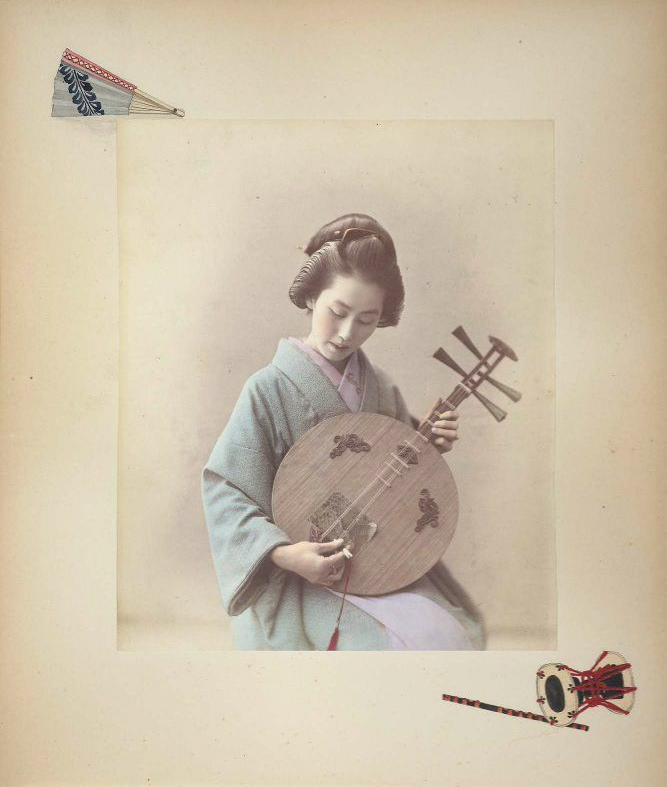
Mujer tocando un Yueqin, c. 1886. Álbum coloreado y decorado a mano.

A raíz de las innovaciones de Felice Beato y el Barón Raimund von Stillfried, Farsari amplió aún más el comercio de álbumes fotográficos. Su estudio normalmente producía álbumes monocromáticos de color sepia (Impresión al albumen) que eran pintados a mano y montados sobre las hojas del álbum. Estas páginas a su vez estaban decoradas a mano y encuadernados con cubiertas brocadas de seda o láminas lacadas con incrustaciones de marfil, madreperla y oro. Al igual que sus contemporáneos, Farsari normalmente subtitulaba y enumeraba sus fotografías con letras blancas sobre fondo negro.

Farsari vendió muchas de estos álbumes fotográficos, sobre todo a residentes extranjeros y visitantes (turistas). Empleaba a excelentes artistas, los cuales producían un trabajo de alta calidad, al ritmo de dos o tres estampas pintadas a mano al día. Farsari garantizaba el uso de colores fueran “reales” y usaba los mejores materiales en la fabricación de los mismos. En consecuencia, su trabajo era caro, pero al mismo tiempo muy popular y a menudo era admirado por sus clientes y los que visitaban Japón, incluso obtuvo una brillante referencia por parte de Rudyard Kipling después de su visita en 1889 a Yokohama. Ese mismo año, Farsari le regaló un álbum de fotos especial al Rey de Italia. Hacia 1890, la altísima reputación del estudio consiguió en exclusiva los derechos de fotografiar los Jardines Imperiales de Tokio.

Los futuros coloristas que fueran a trabajar para A. Farsari & Co. eran entrevistados por el mismo Farsari, quien se aseguraba que estuvieran familiarizados con las técnicas de pintura de Japón. Una vez contratados, se les daba instrucción sin retribuciones durante varios meses, y más adelante un salario base que aumentaba mano a mano que Farsari quedaba satisfecho con el trabajo realizado. Un buen colorista podía ganar el doble del sueldo por el mismo trabajo en el estudio Yokohama y el doble de su sueldo diario si trabajaba los domingos. Los coloristas también recibían premios y regalos regularmente. Por otra parte, Farsari se quejaba en una carta a su hermana que para motivar a sus empleados tenía que enfadarse, blasfemar e incluso pegarles, cosa que hacía según un programa fijo. Hacia 1891 A. Farsari & Co. tenía treinta y dos empleados, diecinueve de ellos eran los coloristas a mano.

En 1885 Farsari tuvo una hija, Kiku, de una mujer japonesa de la cual no se tiene noticias que se casaran. Se describía a sí mismo como un misántropo, relacionándose con muy pocas personas fuera de su trabajo, y su correspondencia indica que cada vez deseaba más regresar a Italia. Intentó obtener de nuevo la ciudadanía italiana que perdió cuando emigró a los Estados Unidos e incluso espera conseguir ser nombrado cavaliere y de este modo entrar a formar parte de la aristocracia italiana. Si tuvo éxito en sus propósitos no está claro. Sin embargo, en abril de 1890 él y su hija dejaron Japón por Italia. El 7 de febrero de 1898 Farsari murió en la casa de familia en Vicenza.

Tras la salida de Japón de Farsari en 1890, su estudio siguió siendo operativo e incluso aparecía como propietario hasta 1901, cuando Tonokura Tsunetarō se convirtió en su propietario. Tonokura, a quien Farsari había conocido desde mediados de 1870, dirigía desde hacía tiempo operaciones diarias del estudio. En 1904 Tonokura dejó el negocio para empezar uno propio y fue otro de los empleados de Farsari, Watanabe Tokutarō, quien se convirtió en el nuevo propietario, a quien le siguió su secretario personal, Fukagawa Itomaro. El negocio fue finalmente registrado como compañía japonesa en 1906 y continuó en actividad hasta al menos 1917 y probablemente a más tardar 1923, el año en que Yokohama fue gravemente destruida por el Gran terremoto de Kantō. A. Farsari & Co. fue el último estudio fotográfico activo perteneciente a un extranjero en Japón.

## Farsari yYokohama shashin
Farsari comentó su visión de la fotografía en una carta a su hermana, donde le escribía que «tomar fotos es una cosa mecánica». Al describir su conversión a fotógrafo, escribió: «No tengo profesores reales, lo he aprendido todo de los libros. He comprado todo el equipo necesario y sin ayuda de nadie, saqué las fotos, las revelé y así. Entonces enseñé a los demás».

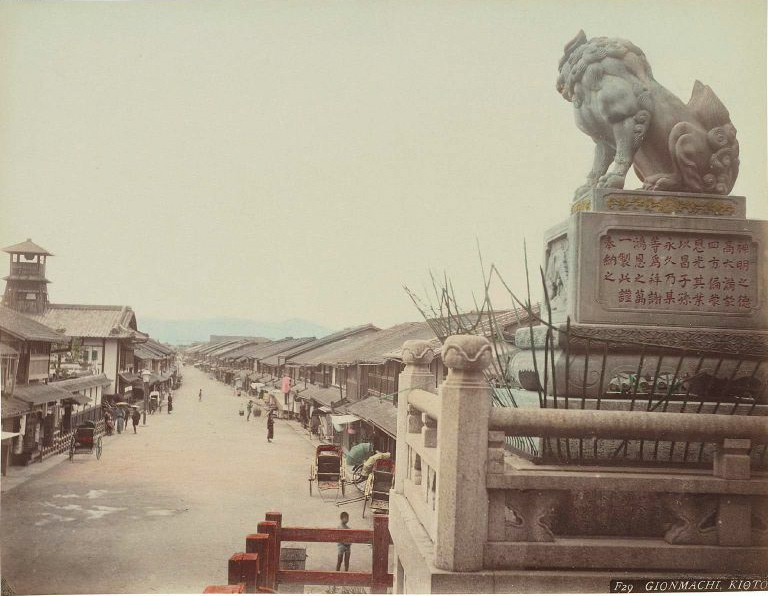
Gionmachi, Kioto, por Adolfo Farsari, c. 1886. Álbum pintado a mano.

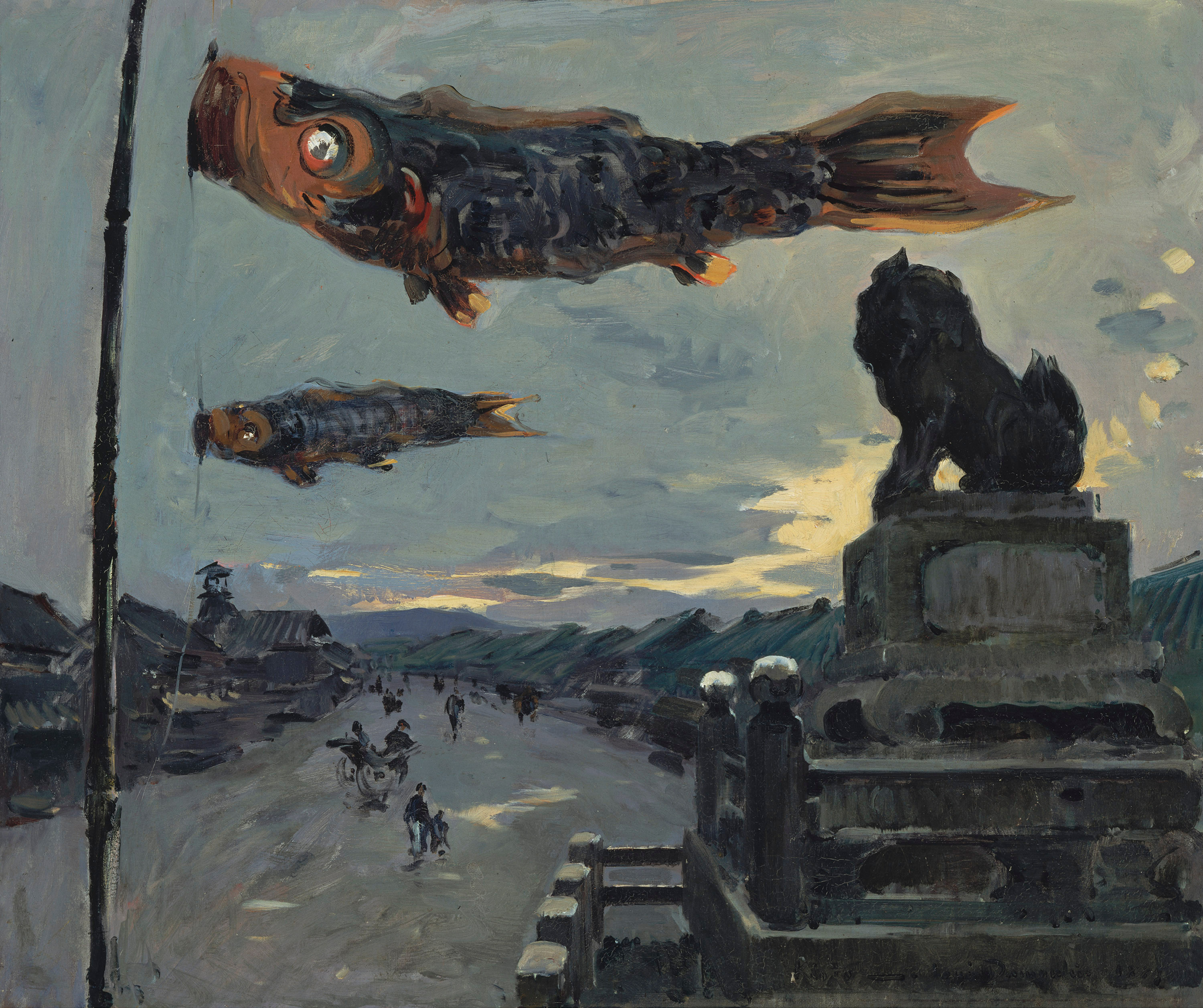
Boys' Festival from the Bluff, Yokohama, por Louis-Jules Dumoulin, 1888. Óleo sobre tela.

Como es de imaginar, Farsari no trabajó aislado. Los trabajos (en particular aquellos pintados a mano) y las técnicas de muchos de los fotógrafos extranjeros y japoneses que trabajaban en Yokohama desde 1860 a 1880 han sido denominados como Yokohama shashin (literalmente ‘fotos de Yokohama’ o ‘fotografía’). Farsari y los demás profesionales de la fotografía —sobre todo Beato, Stillfried, Tamamura, Kusakabe Kimbei, Ogawa Kazumasa, y Uchida Kuichi— realizaron trabajos en los que el tema principal, la composición y el coloreado representan una llamativa combinación de las convenciones y técnicas de la fotografía occidental con aquellas de la tradición artística japonesa, en particular ukiyo-e. Dichos fotógrafos dieron la clave de las imágenes por las cuales se conoce la Era Meiji de Japón y cómo los japoneses se dieron a conocer a otros países. Muy interesante fue también que sus imágenes cambiaron el modo en que los japoneses se veían a sí mismos y a su país. A través de sus imágenes, los fotógrafos extranjeros dieron notoriedad a sitios que a ellos les interesaba, y algunas veces llamaron la atención de los japoneses el hecho de que algunos sitios estuviesen abandonados. Uno de ellos era el ahora reconocido «Daibutsu» (‘el Grande Buda’) en Kōtoku-in, Kamakura. En el mismo sentido, Farsari y los demás fotógrafos de mausoleos de Tōshō-gū que antaño eran sitios más o menos reducidos al ámbito familiar, lo hicieron asequible a una audiencia más amplia.
Farsari y los demás fotógrafos comerciales del siglo XIX generalmente se concentraron en dos tipos de temas principalmente: los paisajes de Japón y los «usos y costumbres» de sus habitantes. Tales temas, y las formas en las que literal y figurativamente fueron enmarcados, fueron escogidos para atraer el gusto extranjero; y la razón para ello fue, aparte de la estética individual del fotógrafo, su visión y preconceptos, tuvo mucho que ver con la economía. 
 Las fotografías eran caras de hacer y de consecuencia muy caras para comprarlas. Japón en 1870, un retrato fotográfico podía costar la mitad de un ryō «por cabeza», casi un mes de sueldo de un artesano. Debido a tales precios, pocos japoneses se podían permitir una fotografía así que el fotógrafo tenía que buscar su clientela entre los residentes extranjeros de los enclaves europeos y americanos: administradores coloniales, misionarios, comerciantes y los militares. A principios de 1870, los turistas se unieron a este grupo. Para atraer su clientela, los fotógrafos contribuyeron en las escenas recreando lo que ellos fotografiaban, particularmente los retratos describiendo «usos y costumbres».
En 1885, Charles J. S. Makin utilizó algunas de las fotos de Farsari para ilustrar su narración sobre Land of the Rising Sun, Being a Short Account of Japan and the Japanese Como la impresión fotomecánica todavía estaba en sus inicios, era común para artistas e ilustradores crear trabajos que derivaban de fotografías. Por ejemplo, los numerosos grabados de Charles Wirgman fueron tomados de las imágenes realizadas por amigos de Wirgman y algunas veces por su socio Felice Beato. De vez en cuando la relación entre una obra de arte y su material fotográfico es menos evidente: la pintura al óleo de Louis-Jules Dumoulin de 1888 titulada Boys’ Festival from the Bluff, Yokohama [sic] (ahora conocida como Carp Banners in Kyoto) está basada en gran medida en la fotografía de Farsari «Giomanchi, Kioto» (ahora conocida como View of Shijō-dōri, Kyoto); (aunque la imagen pintada es muy similar a la fuente fotográfica, el lugar del tema se ha cambiado en el título).
Durante la época del proceso al colodión húmedo, antes de la llegada de la tecnología fotográfica menos exigente (como el proceso a la gelatina de plata, película fotográfica y cámaras más pequeñas) y el consiguiente aumento de la fotografía de aficionados, los fotógrafos comerciales como Farsari tenían especial importancia por grabar eventos y vistas. En Japón antes de 1899 dichos fotógrafos eran todavía más importantes porque el gobierno necesitaba extranjeros para obtener pases para viajar al interior, y los fotógrafos comerciales basados en Japón podían ganar acceso más fácilmente y proporcionar imágenes de las zonas restringidas a los demás. En 1889, sin embargo, Farsari estimaba que la mitad de los turistas que llegaban a Yokohama eran fotógrafos aficionados; incluso si se trata de una exageración, el aumento de la presencia de estos fotógrafos aficionados tenía obviamente un impacto en el negocio de la fotografía comercial. Para animar a dichos fotógrafos que visitaran su estudio y de este modo pudiesen comprar alguna mercancía, Farsari ofrecía el uso gratuito del cuarto oscuro.

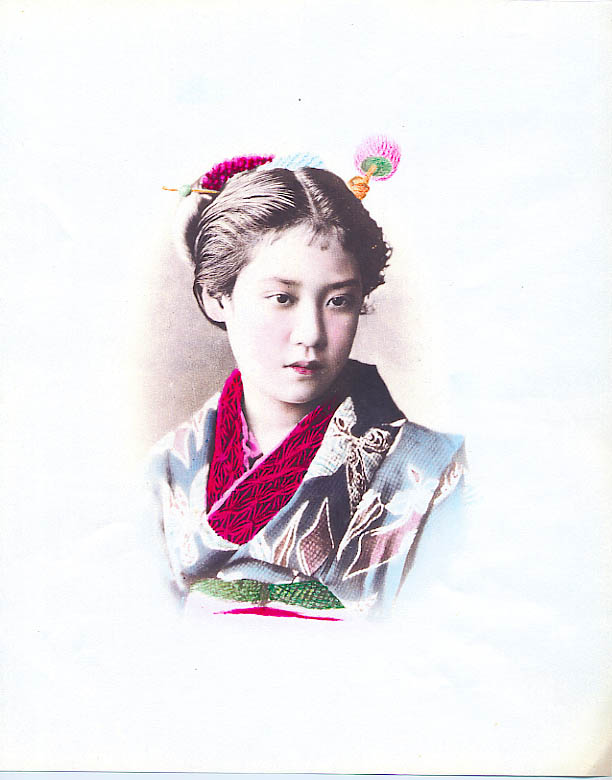
Hija de oficial, 1880. Álbum pintado a mano con cubierta impresa en plata.

La atribución de fotografías a Farsari a menudo es difícil pues los fotógrafos del siglo XIX frecuentemente adquirían fotos de otros fotógrafos y las vendían bajo su propio nombre. Ello puede ser debido a que era de uso común intercambiarse mercancías y negativos entre los mismos fotógrafos comerciales así como al número de fotógrafos aficionados independientes que vendían sus trabajos a más de un estudio. Así, algunas de las fotografías identificadas como de Farsari pueden ser realmente de Beato, Stillfried & Andersen o Kusakabe. Uno de los casos es la fotografía de «Hija de oficial», atribuidos ya sea a Farsari, Kusakabe o incluso a Suzuki Shin'ichi.
La vida de A. Farsari & Co. abarcó la transición de la fotografía japonesa desde sus primeras participaciones y la influencia de los fotógrafos extranjeros hasta el surgimiento de una identidad nativa fotográfica japonesa independiente. Después de la primera generación de fotógrafos, la compañía contribuyó significativamente al desarrollo de la fotografía comercial en Japón, haciendo hincapié en la excelencia de los materiales, el perfeccionamiento de la práctica de presentar las fotografías en álbumes (que se convirtieron en objetos de arte en sí mismos) y haciendo un uso efectivo del propio sentido de las publicaciones orientadas hacia el turismo de Farsari para promover los trabajos de su estudio; un pequeño ejemplo inicial de integración vertical.

## Evaluación de su trabajo

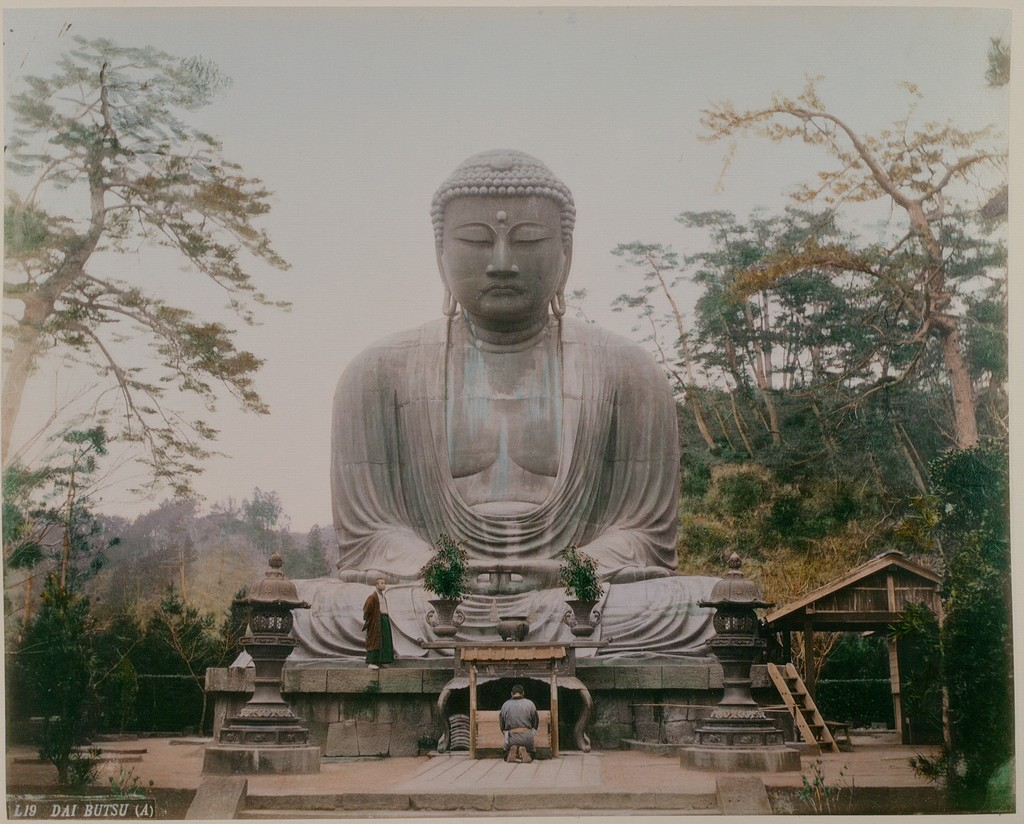
Dai Butsu, Kōtoku-in, Kamakura, Japón, entre 1885 y 1890. Álbum de plata coloreado a mano.

En su tiempo, el trabajo de A. Farsari & Co. fue muy apreciado y popular. Además de la aprobación de Kipling, el prolífico fotógrafo y escritor sobre fotografía W. K. Burton publicó un artículo en 1887 donde comentaba lo siguiente: «No he visto mejor trabajo que el de Farsari en lo que se refiere a fotografía pintada a mano». En el mismo año, apareció una reseña de apreciación en el periódico Photographic Times and American Photographer del trabajo de Farsari describiéndolo como «técnicamente casi perfecto» y demostrando «proporciones artísticas» en la selección de temas, que representaban la vida japonesa y proporcionando imágenes de belleza natural de un país que los mismos americanos reconocían como desconocido.
Las opiniones tardías se han dividido. En un artículo de 1988, la historiadora de arte y fotografía Ellen Handy describía A. Farsari & Co. como si se hubiese vuelto «bien conocido por la creación de álbumes sobre paisajes en grandes cantidades, pero sin tener en cuenta la calidad de impresión y la delicadeza del coloreado a mano». Terry Bennett, especialista en la temprana fotografía asiática, se refiere al trabajo de Farsari como «inconsistente y carente de la calidad encontrada en los trabajos de Beato, Stillfired o Kusakabe». Pero Bennett también reconoce que Farsari empleaba excelentes artistas, usaba los mejores papeles para imprimir y producía «increíbles fotografías coloreadas». Para el historiador Sebastian Dobson, el significado histórico y artístico del trabajo de Farsari (y de otros fotógrafos de Yokohama de su época, en particular Kusakabe y Tamamura) está siendo revisado después de muchos años en los que fue visto como un turista kitsch y «percibido por algunos como el consentidor de la visión novecentesca de las nociones de exotismo». Muchas de las fotografías y álbumes de Farsari se pueden ver en numerosos museos y colecciones privadas de todo el mundo, y una selección de sus trabajos se expusieron en el Museo de Bellas Artes de Boston en 2004.

## Fotografías seleccionadas y otros artículos
Las fotografías se ordenan por los títulos dados por Farsari, seguidos de la fecha de exposición, el proceso fotográfico y un título descriptivo.
- Jinriki, 1886. Álbum coloreado y decorado a mano.

Un conductor de rickshaw, dos pasajeros y un porteador.
- Luchadores, c. 1886. Álbum coloreado a mano.

Imagen de una lucha de sumo, rikishi [luchadores], un gyōji [árbitro] y el público.
- Rooms, 1886. Álbum coloreado y decorado a mano.

Interior de una casa, Japón.
- Tennonji, Osaka, between 1885 and 1890. Álbum coloreado a mano.

Vista de Shitennō-ji, Osaka.
- Shiba Chokugaku Mon (parte de atrás), entre 1885 y 1890. Álbum coloreado y decorado a mano.

Vista del complejo del Mausoleo Yūshō-in con la torre y la puerta del Chokugaku, Zōjō-ji, Tokio.
- Japón, entre 1885 y 1890. Álbum.

Fotomontaje de varias imágenes de A. Farsari & Co..
- A. Farsari & Co., c. 1890.

Título de página de un álbum de fotos de A. Farsari & Co..

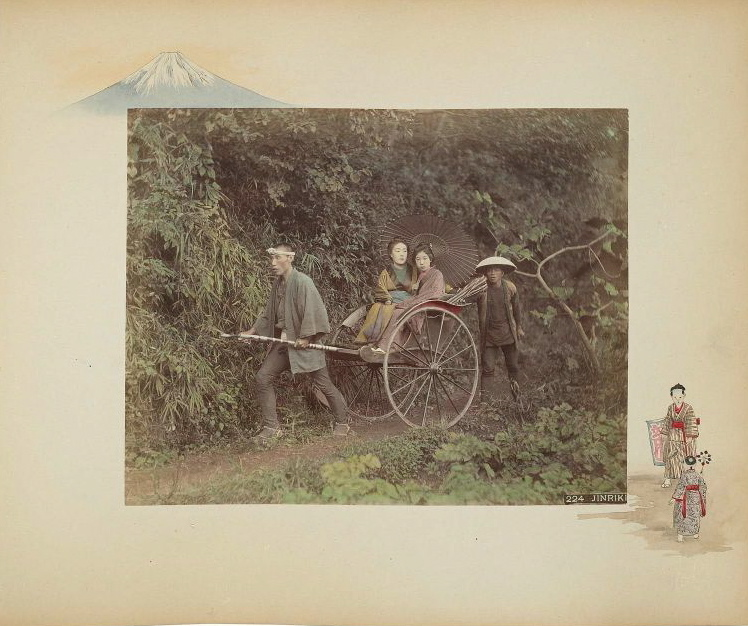
Jinriki, 1886. Álbum coloreado y decorado a mano. Un conductor de rickshaw, dos pasajeros y un porteador.
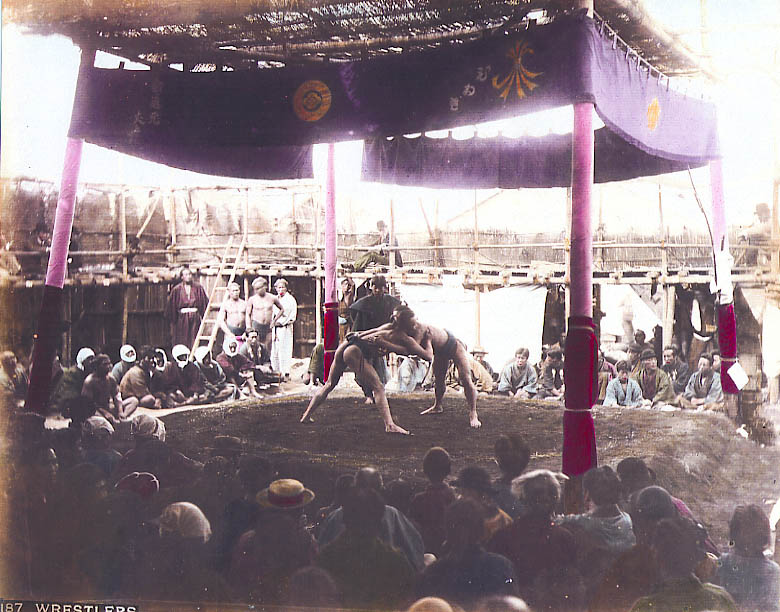
Luchadores, c. 1886. Álbum coloreado a mano. Imagen de una lucha de sumo, rikishi [luchadores], un gyōji [árbitro] y el público.
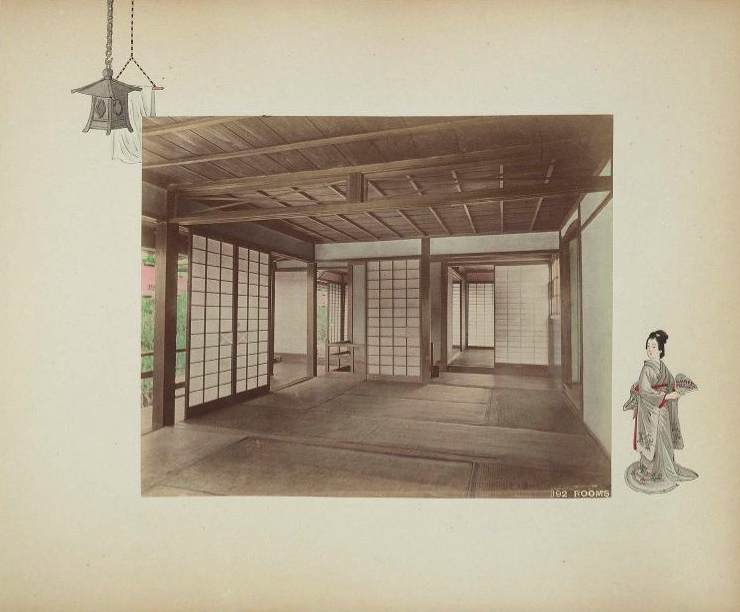
Rooms, 1886. Álbum coloreado y decorado a mano. Interior de una casa, Japón.
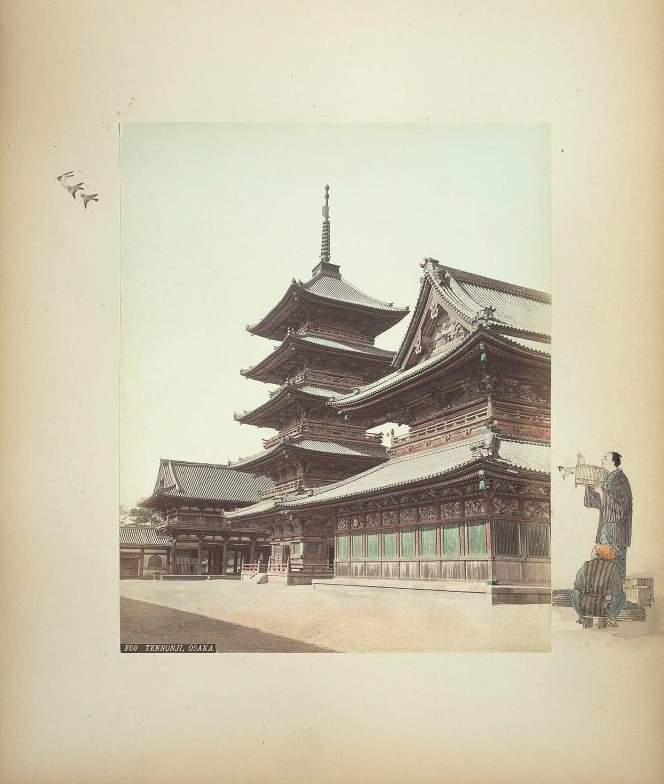
Tennonji, Osaka, between 1885 and 1890. Álbum coloreado a mano. Vista de Shitennō-ji, Osaka.
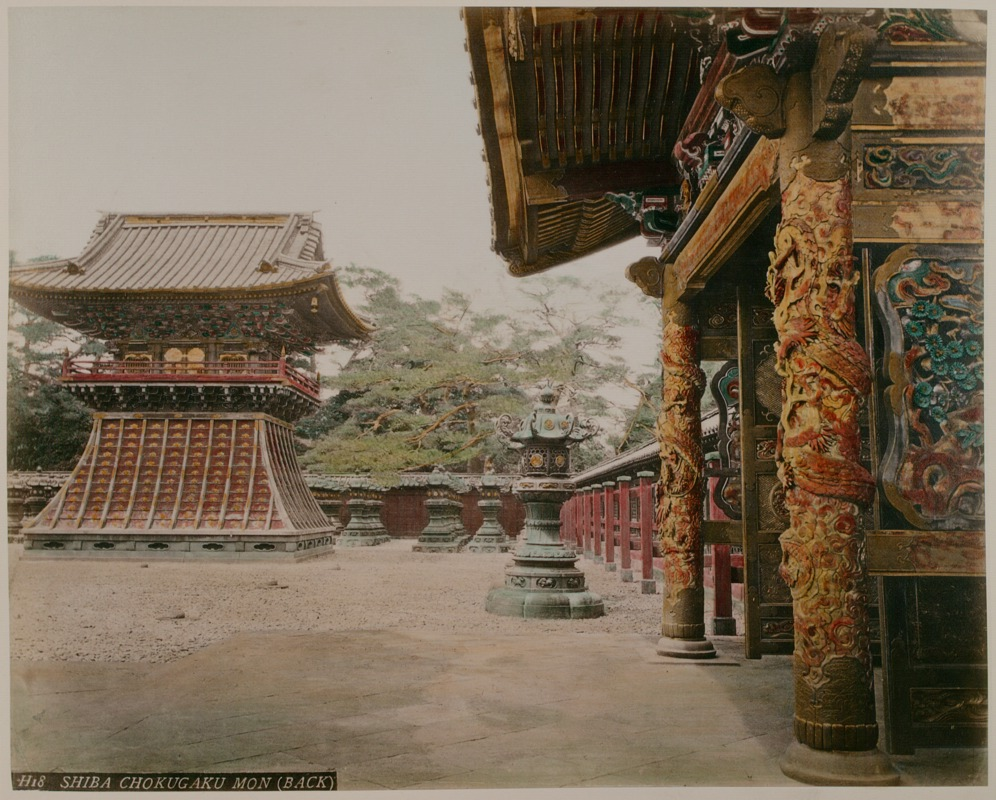
Shiba Chokugaku Mon (parte de atrás), entre 1885 y 1890. Álbum coloreado y decorado a mano. Vista del complejo del Mausoleo Yūshō-in con la torre y la puerta del Chokugaku, Zōjō-ji, Tokio.
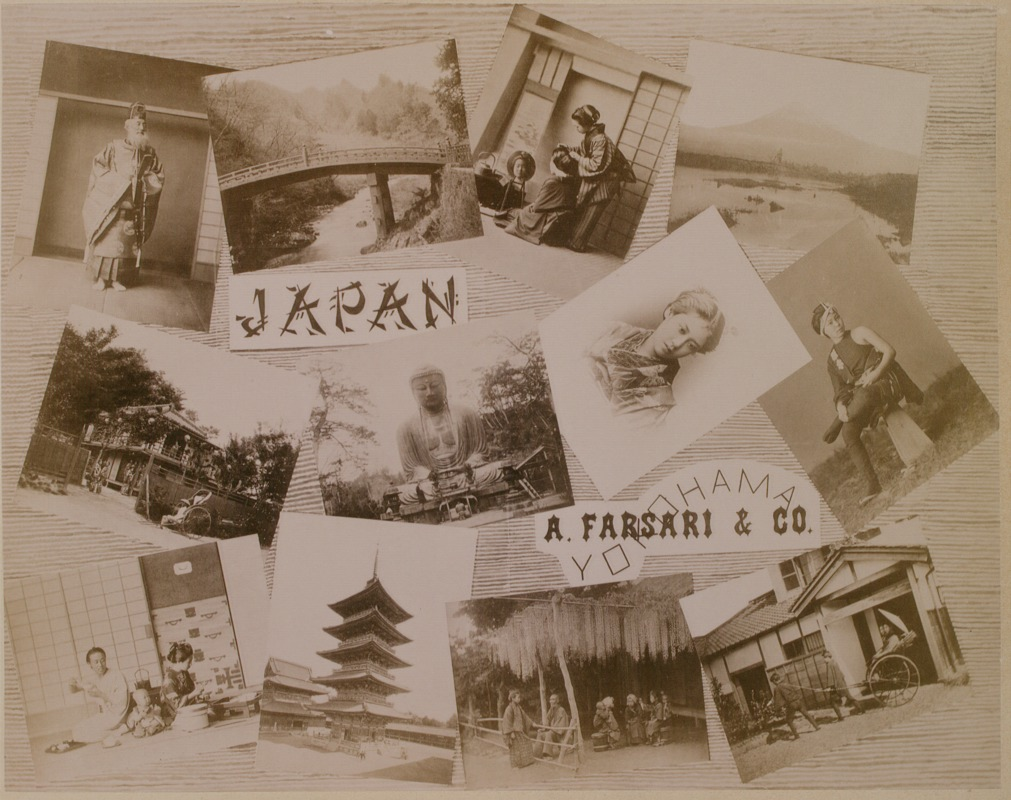
Japón, entre 1885 y 1890. Álbum. Fotomontaje de varias imágenes de A. Farsari & Co..
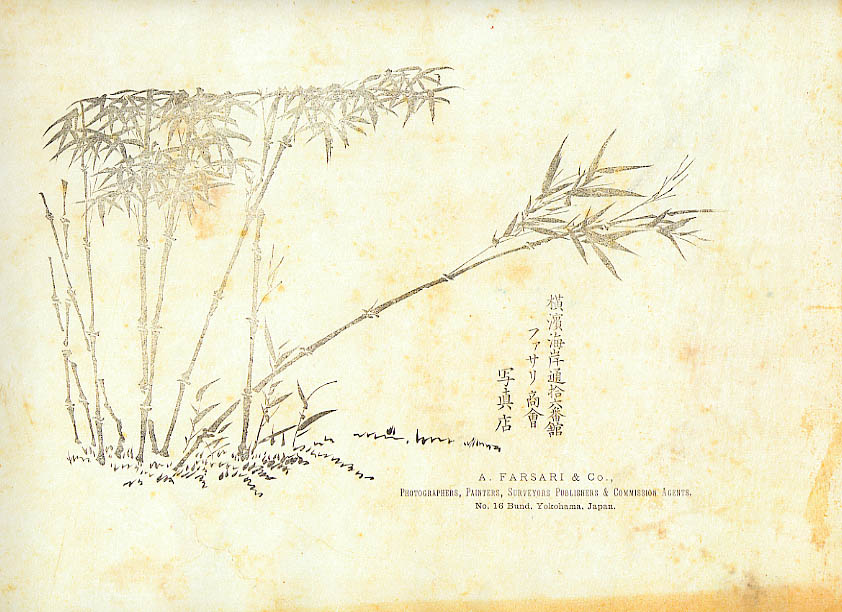
Anuncio de A. Farsari & Co., 1887. En Keeling's Guide to Japan, 4ª Edición, 2º artículo, 1890.
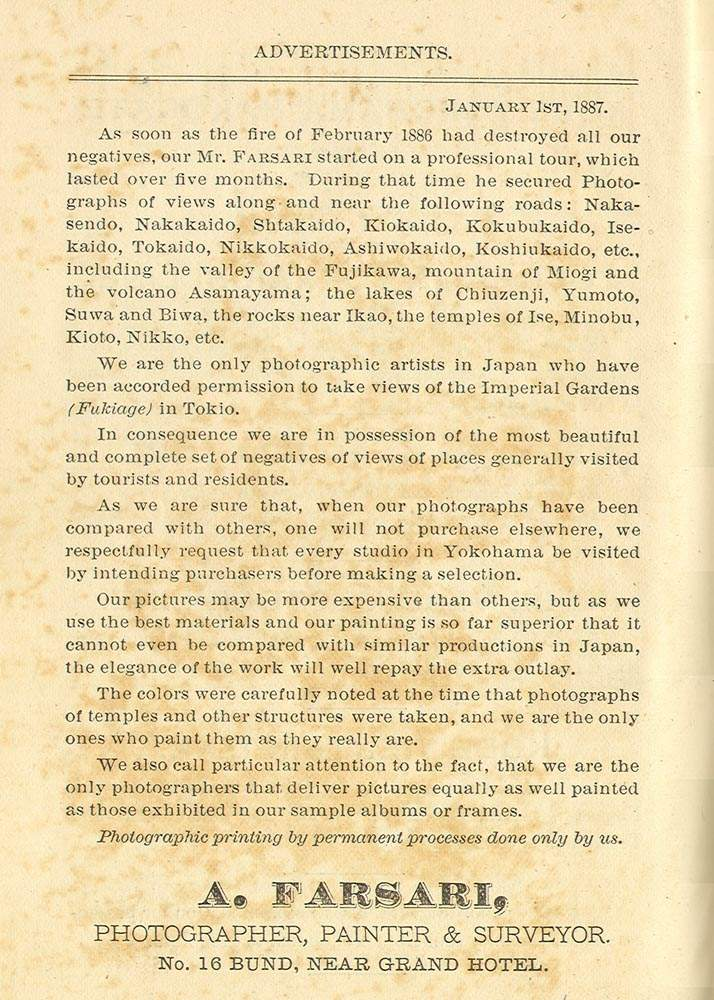
Anuncio de A. Farsari & Co., 1887. En Keeling's Guide to Japan, 4ª Edición, 2º artículo, 1890.